# Gran Muralla Hushan

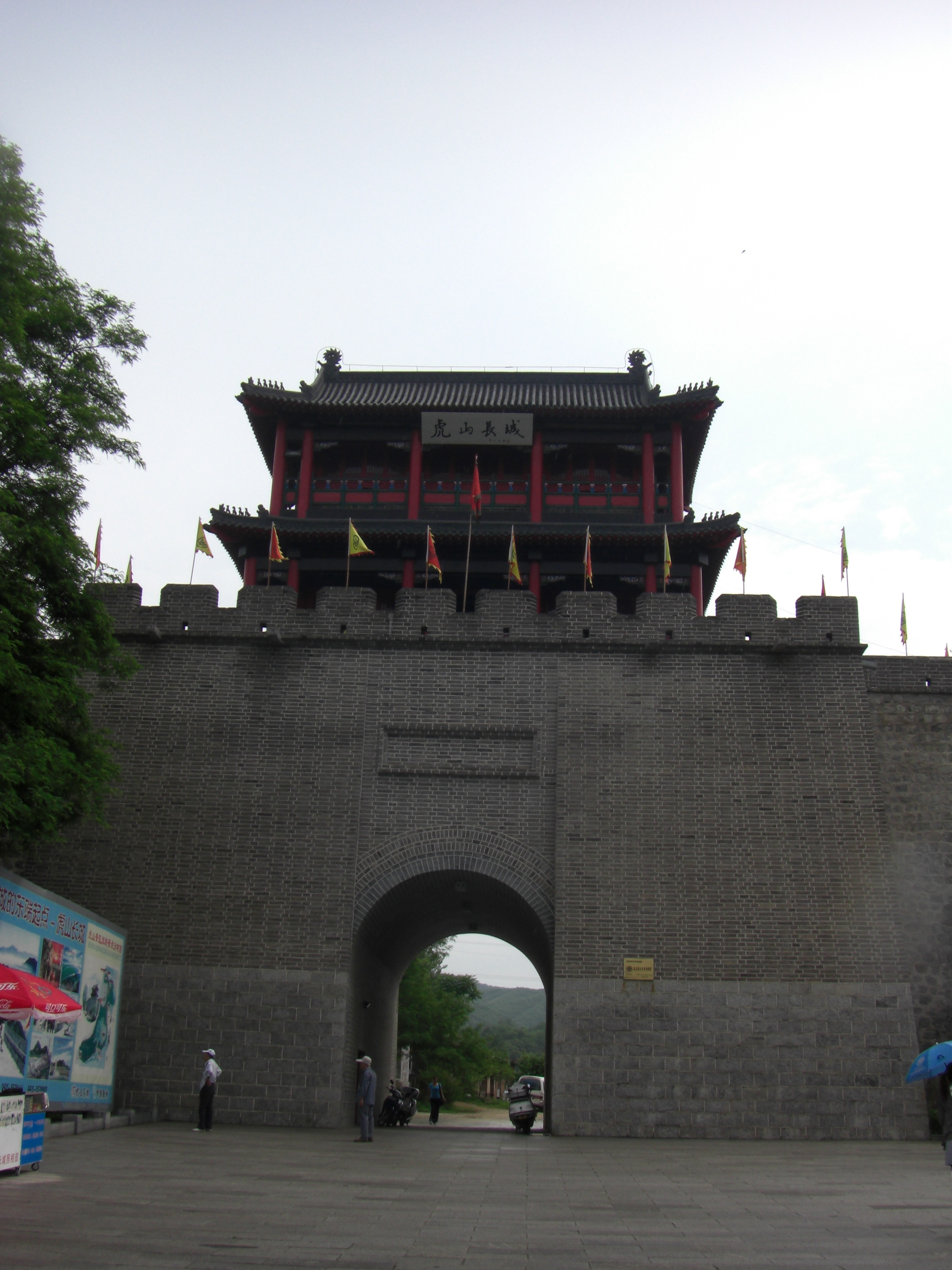
Puerta de la Gran Muralla de Hushán.

Gran Muralla Hushán (en chino: 长城虎山pinyin: Chángchéng hǔ shān; literalmente: muralla montaña tigre, porque dos picos elevados son como las orejas de un tigre). Es la parte más oriental conocida de la Gran Muralla de China en la frontera con Corea del Norte. Tiene una extensión de cuatro kilómetros cuadrados y corre cerca de 1200 metros.
El "Tramo de Hushan", fue edificado durante la dinastía Ming 1368-1644. La gran muralla hushan se sitúa a un lado del Río Yalu, a 20 kilómetros Dandong en la provincia de Liaoning. Una excavación en 1989 de 600 metros demostró su existencia. En 1992, el gobierno invirtió una enorme cantidad de dinero para recuperar esta sección de la Gran Muralla que desalojó 77 familias. Hoy es una atracción turística.